# Борисоглебская башня (Нижний Новгород)
Борисоглебская башня — башня Нижегородского кремля, построенная в 1970-е гг. на месте одноимённой башни, разобранной за 200 лет до этого. Расположена между Зачатьевской и Георгиевской башнями.

## История

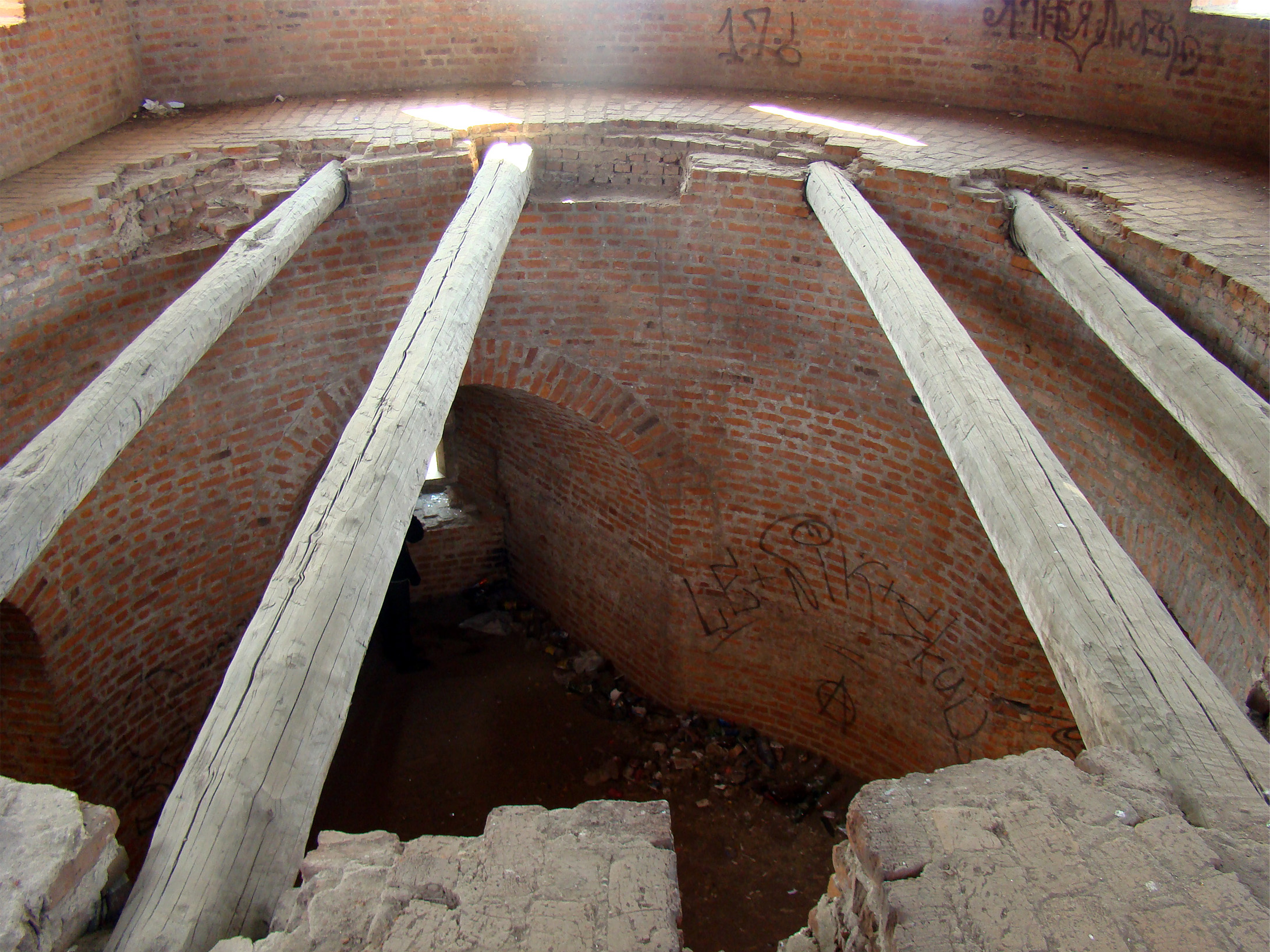
Интерьер Борисоглебской башни

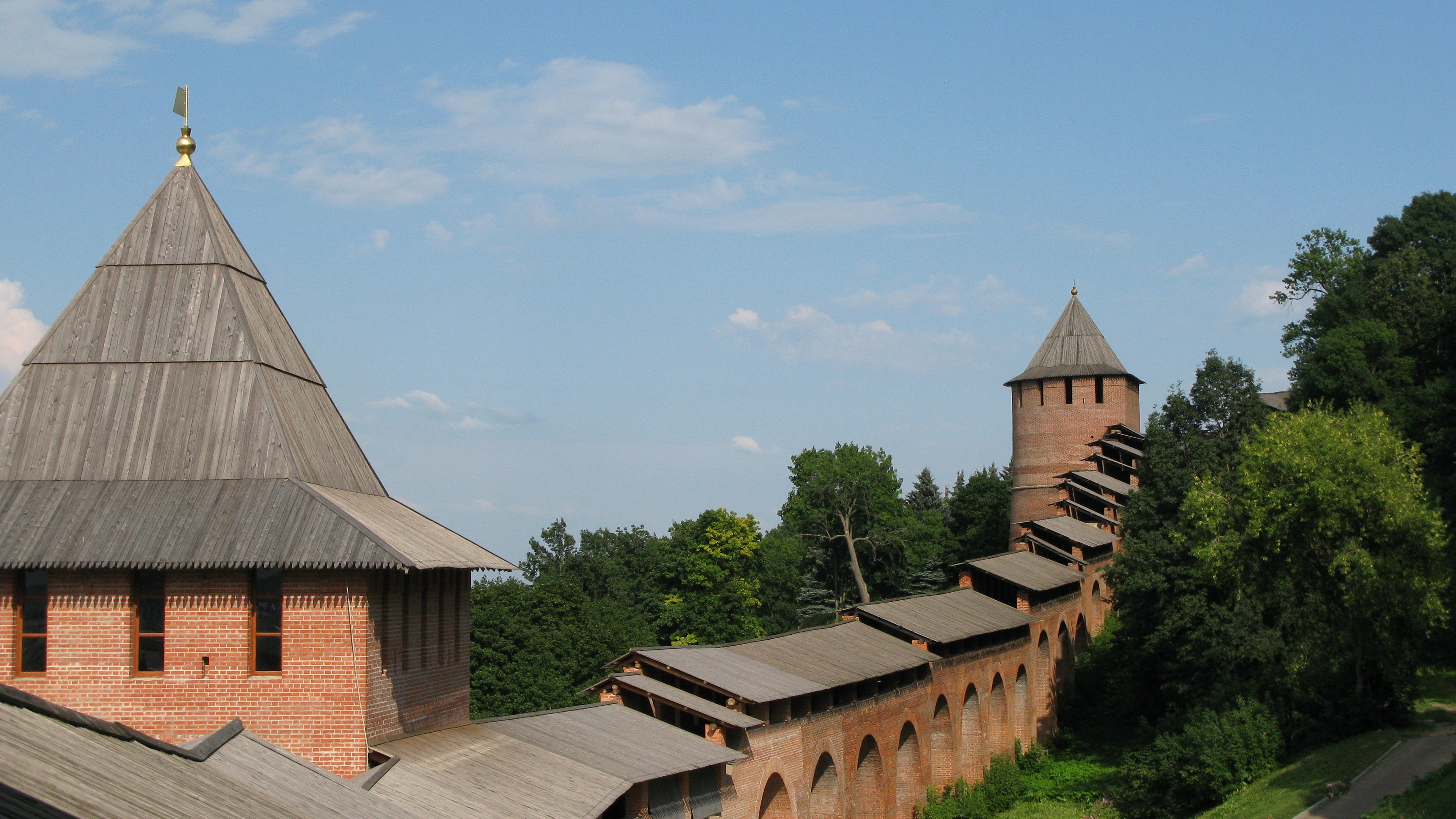
Кремлёвская стена, Зачатьевская и Борисоглебская башни, 2014 год

Башня датируется XVI веком. В 1620 году была перестроена. При этом, к башне были пристроены контрфорсы, в которых были устроены казематы с бойницами. Была названа по соседству с церковью Бориса и Глеба (не сохранилась). Другое название — Духовская, по расположенному по соседству Свято-Духову монастырю (не сохранился).
В 1785 году, в результате оползня, разрушившего Борисоглебскую и Зачатьевскую башни, последние вместе с примыкающими пряслами были разобраны и заменены менее высокими стенами. В 1833 году стена была переложена. Около прежней Борисоглебской башни был устроен «Духовской пролаз».
Остатки башни (часть первого яруса) были откопаны в 1966 году. В 1974 году башня была вновь возведена на первоначальном месте.

## Описание
С. Л. Агафонов. «Нижегородский Кремль. Архитектура, история, реставрация»:

По размерам в плане Борисоглебская башня ближе всего подходит к круглым — Кладовой и Пороховой; толщина стен и расположение боевых печур в стенах прясла указывают на сходство внутренней планировки первого яруса всех трех башен. Но в отличие от двух других Борисоглебская башня находится на переломе направления соседних прясел, поэтому для ликвидации мертвого пространства в подошвенном бое была необходима боевая печура.
Подобно всем остальным круглым башням в Борисоглебской было четыре яруса. Второй ярус мог быть только аналогичен по планировке первому и так же, как и он, перекрыт купольным сводом (упомянутым в описи 1765 г.). Это определяет высоту яруса, которая сверху ограничена полом третьего яруса, находившимся на уровне боевого хода стены у башни. Выше боевого хода цилиндрический объём её был срезан вертикальной плоскостью по линии стенки зубцов. Третий ярус имел более тонкие стены и плоское перекрытие, уложенное на обрез стены между третьим и четвёртым ярусами. В верхнем бое по расчету размещаются 8 больших боевых окон по обращенной в поле части башни и 3 окна на её внутренней стене. Таким образом, верхняя площадка была окружена 11 зубцами, которые и указаны в Писцовой книге.
Реконструкция внутренней планировки и расчет высотных размеров Борисоглебской башни показывают, что она была выстроена подобно остальным круглым башням Нижегородского кремля.